# Алпер Потук
Алпер Потук (тур. Alper Potuk, нар. 8 квітня 1991, Болвадін, провінція Афьон-Карахісар) — турецький футболіст, півзахисник клубу «Анкарагюджю» та національної збірної Туреччини.

## Клубна кар'єра
У дорослому футболі дебютував 2008 року виступами за команду клубу «Ескішехірспор», в якій провів п'ять сезонів, взявши участь у 106 матчах чемпіонату. Більшість часу, проведеного у складі «Ескішехірспора», був основним гравцем команди.
До складу клубу «Фенербахче» приєднався в серпні 2013 року. За гравця «жовті канарки» віддали 6,25 млн євро, а також камерунського форварда Анрі Б'єнвеню. У новій команді Потук відразу закріпився в основі і став з «канарками» чемпіоном Туреччини, а також володарем Кубка та Суперкубка Туреччини. Наразі встиг відіграти за стамбульську команду 59 матчів в національному чемпіонаті.

## Виступи за збірні
2010 року дебютував у складі юнацької збірної Туреччини, взяв участь у 4 іграх на юнацькому рівні, відзначившись одним забитим голом.
Протягом 2010–2012 років залучався до складу молодіжної збірної Туреччини. На молодіжному рівні зіграв у 14 офіційних матчах, забив 1 гол.
29 лютого 2012 року дебютував в офіційних матчах у складі національної збірної Туреччини в товариській грі проти збірної Словаччини (1:2). Наразі провів у формі головної команди країни 17 матчів, забив 1 гол.

## Титули і досягнення
- Чемпіон Туреччини (1):

«Фенербахче»: 2013-14
- Володар Суперкубка Туреччини (1):

«Фенербахче»: 2014